# Pseudophilanthus taeniatus
Pseudophilanthus taeniatus är en biart som beskrevs av Johann Dietrich Alfken 1939. Pseudophilanthus taeniatus ingår i släktet Pseudophilanthus och familjen sommarbin. Inga underarter finns listade i Catalogue of Life.